# Dermatobranchus albopunctulatus
Dermatobranchus albopunctulatus is een slakkensoort uit de familie van de Arminidae. De wetenschappelijke naam van de soort is voor het eerst geldig gepubliceerd in 1949 door Baba.